# Madagasichneumon tenuis
Madagasichneumon tenuis är en stekelart som beskrevs av Heinrich 1938. Madagasichneumon tenuis ingår i släktet Madagasichneumon och familjen brokparasitsteklar. Inga underarter finns listade i Catalogue of Life.